# 장진남
장진남(張鎭濫, 1981년 5월 15일 ~ )은 대한민국의 전직 스타크래프트 프로게이머이다. JinNam이라는 아이디였고, 종족은 저그였다.
2000년 봄부터 AMD 트림팀과 헥사트론 드림팀 (현 eSTRO) 소속으로 프로게이머 활동을 하였으며, 2003년 하반기에 은퇴하였다.
저글링의 컨트롤이 뛰어나 경기 초반 상대 진영에 몇 기라도 난입하게 되면 프로토스로서는 악몽과도 같은 상황을 만들어내게 되었으며, 이로 인해 악마 저그라는 별명을 얻기도 했다. 이를 바탕으로 한 강력한 프로토스전과 저그전을 바탕으로 각종 대회에서 좋은 성적을 거두었으며, 전성기 시절에는 랭킹 7위에 오를 정도로 강한 저그 유저로서 이름을 떨쳤다. 그러나 상대적으로 취약한 테란전 실력으로 인해 발목을 잡히는 일이 많았으며, 2001년 하반기 전성기가 지난 후에는 급속도로 실력 저하를 보이면서 연전연패를 당하는 모습을 보여주었다. 특히 2003년 하반기부터 2004년 상반기까진 공식전 16연패라는 불명예스런 기록도 세웠다.
역시 전 프로게이머였던 장진수와는 쌍둥이 형제이다.

## 수상 경력
메이저 개인리그 준우승 1회
- 2000년 KBK 코리아 마스터즈 단체전 준우승
- 2000년 한솔 국제 게임랭킹 단체전 준우승
- 2000년 배틀탑 아마리그 개막전 준우승
- 2001년 스타우트배 온게임넷 팀플 최강전 우승
- 2001년 GhemTV Let's go GameWorld 남자부 우승
- 2001년 한빛소프트배 온게임넷 스타리그 준우승 (0:3 임요환)
- 2001년 제3회 대림정보통신배 KGL 클랜리그 우승
- 2001년 게임아이배 다수입상
- 2001년 코카콜라배 온게임넷 스타리그 8강
- 2002년 iTV 신인왕전 준우승
- 2002년 sky배 온게임넷 스타리그 8강
- 2002년 3회 온게임넷 듀얼토너먼트 8강
- 2002년 2002 KPGA 4차리그 4위
- 2002년 Panasonic 온게임넷 스타리그 16강
- 2003년 2003 KTEC KPGA 위너스 챔피언쉽 10강